# Christuskirche (Wernigerode)

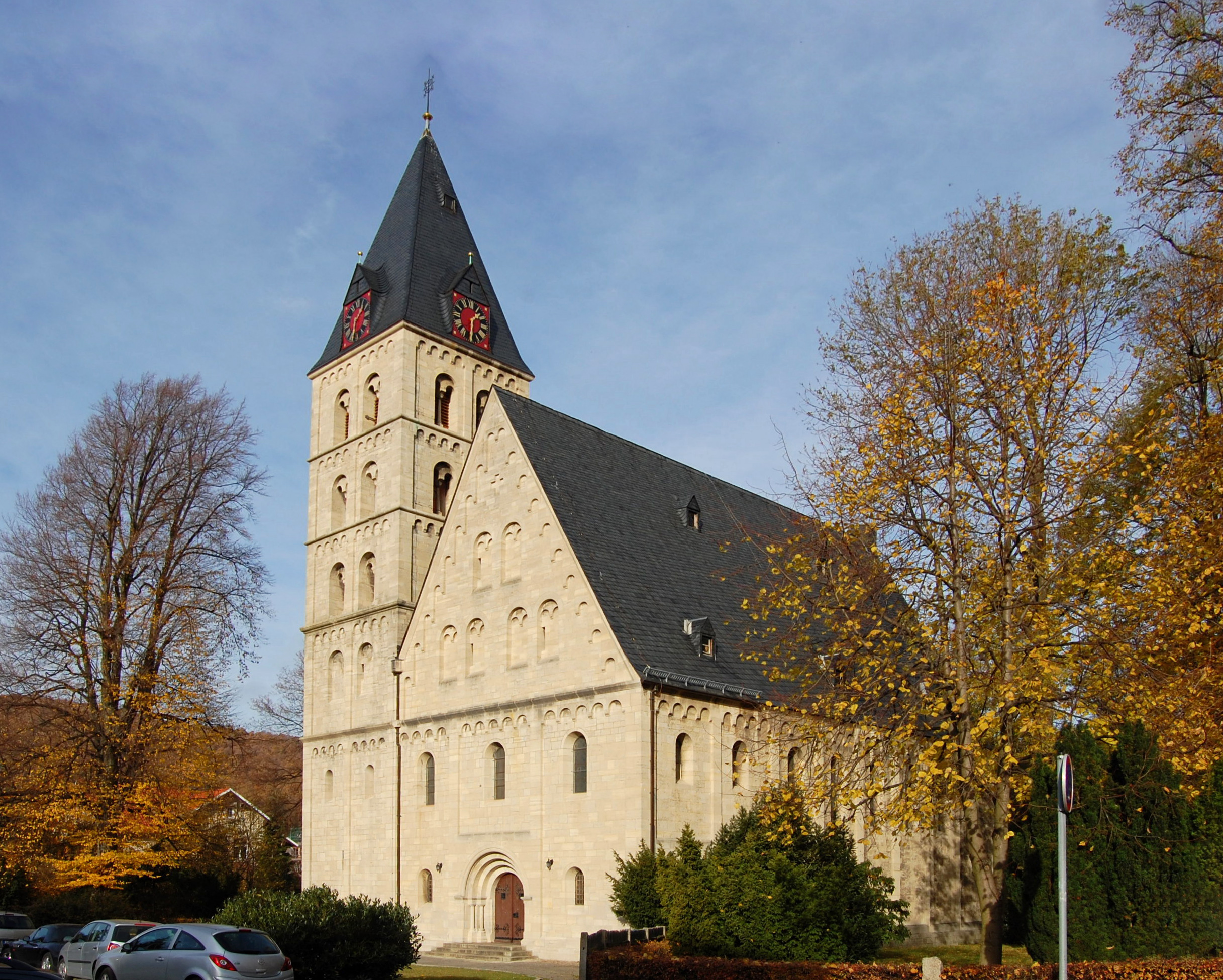
Christuskirche

Die Christuskirche ist die evangelische Kirche des zu Wernigerode in Sachsen-Anhalt gehörenden Stadtteils Hasserode. Die Kirche gehört zur Christusgemeinde Wernigerode-Schierke im Kirchenkreis Halberstadt der Evangelischen Kirche in Mitteldeutschland.

## Architektur und Geschichte
Die in der Lutherstraße, unweit von deren Einmündung in die Friedrichstraße gelegene Kirche entstand in den Jahren 1908/1909 in neoromanischen Stil. Die als Werksteinbau ausgeführte Kirche wurde vom Architekten Meyer entworfen und 1909 eingeweiht.

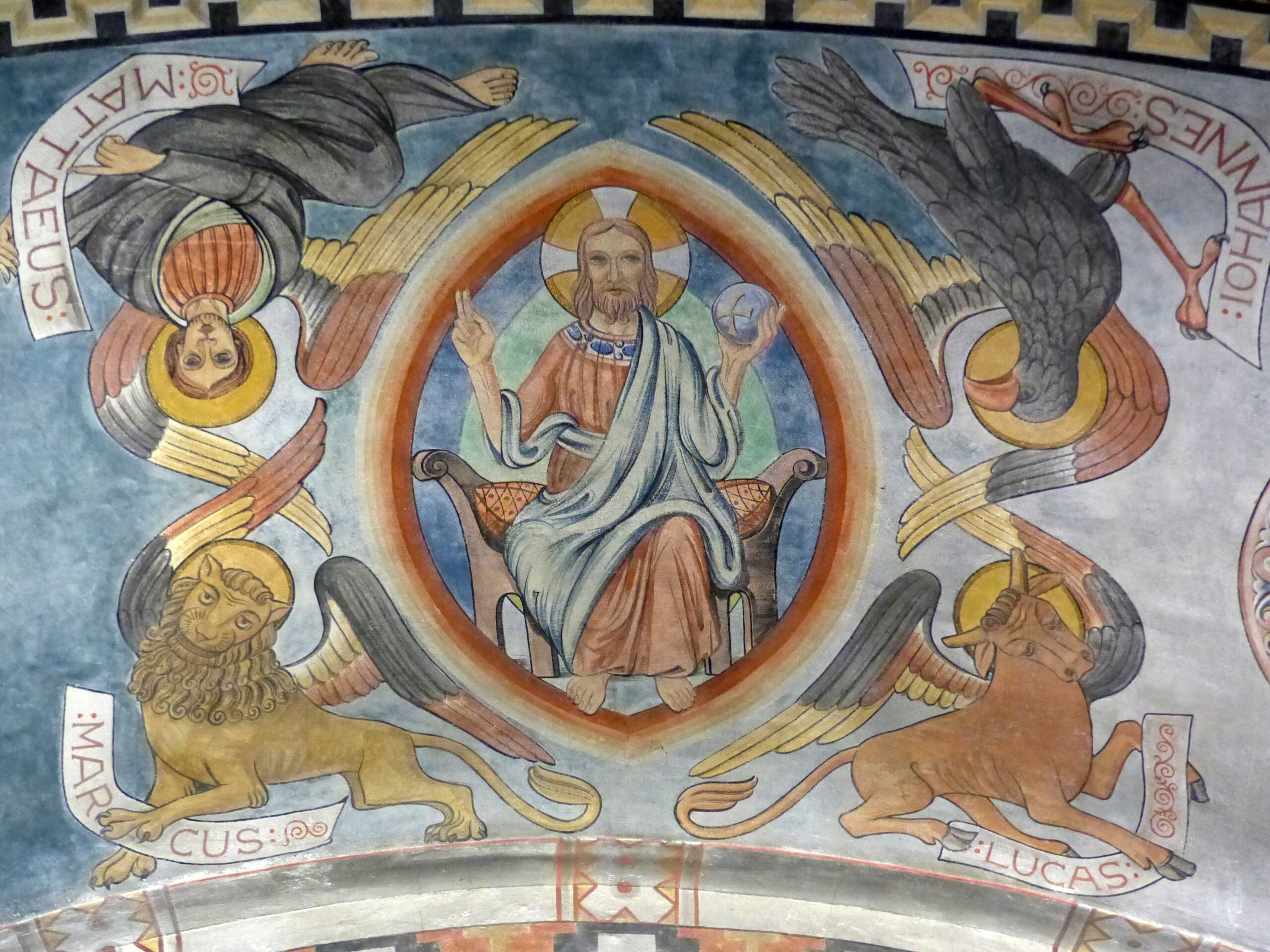
Christus und die vier Evangelisten – Deckengemälde im Altarraum der Christuskirche

Ausstattung und ornamentale Ausmalung stammen aus der Bauzeit.
Den Altaraufsatz nebst Kreuz in Eichenholz mit künstlerisch geschnitztem Christuskörper in Lindenholz schuf die Firma Gustav Kuntzsch, Anstalt für kirchliche Kunst, Wernigerode.
Ältestes Ausstattungsstück ist eine 1598 von Adam Offinger für den Herzog Heinrich Julius von Braunschweig geschaffene Kreuzigungstafel. Ursprünglich gehörte sie als Altarbild zur Kapelle des Schlosses Gröningen.
Unterhalb der Orgelempore befinden sich zwei weitere ehemalige Altarbilder, die die Darbringung Jesu im Tempel und Gethsemane darstellen und aus dem Jahr 1702 stammen.
Die drei Glocken im Turm bestehen aus Stahl und Eisenhartguss. Die zwei großen Stahlglocken wurden 1920 durch den Bochumer Verein für Gusstahlfabrikation geschaffen, die Eisenglocke stammt von 1955. Die Nominalfolge lautet e′ – g′ – h′, alle Glocken läuten elektrisch per Linearantrieb.
Die in der Nähe gelegene ehemalige Konkordienkirche wird als christlicher Kindergarten genutzt.

## Orgel
Die Orgel der Christuskirche ist ein Werk des Orgelbauers Wilhelm Rühlmann (Zörbig). Sie wurde 1909/1910 errichtet (2 Manuale, Pedal, 24 Register) und 1974 durch Orgelbauer Erwin Lägel (Orgelbau Schuster, Zittau) umgebaut.
| I Hauptwerk C–f3 |           |        |
| 1.               | Pommer    | 16′    |
| 2.               | Prinzipal | 08′    |
| 3.               | Rohrflöte | 08′    |
| 4.               | Oktave    | 04′    |
| 5.               | Gedackt   | 04′    |
| 6.               | Quinte 0  | 02 ⁄3′ |
| 7.               | Oktave    | 02′    |
| 8.               | Mixtur IV | 02′    |
| 9.               | Trompete  | 08′    |

| II Brustwerk C–f3 |           |         |
| 10.               | Gedackt   | 08′     |
| 11.               | Prinzipal | 04′     |
| 12.               | Rohrflöte | 04′     |
| 13.               | Nasard    | 01 ⁄3′  |
| 14.               | Waldflöte | 02′     |
| 15.               | Terz 0    | 01 3⁄5′ |
| 16.               | Sifflöte  | 01′     |
| 17.               | Zimbel II | 02⁄3′   |
|                   | Tremulant |         |

| Pedal C–d1 |           |     |
| 18.        | Subbass   | 16′ |
| 19.        | Oktavbass | 08′ |
| 20.        | Bassflöte | 08′ |
| 21.        | Pommer    | 04′ |
| 22.        | Oktave    | 02′ |
| 23.        | Posaune   | 16′ |

- Koppeln: II/I (auch als Superoktavkoppel), I/P, II/P.
- Spielhilfen: Feste Kombinationen (pp, mf, f, ff)